# مقريصات
مقريصات هي قرية جبلية مغربية شمال المملكة. تنتمي مقريصات لإقليم وزان.
يبلغ عدد سكان مركز مقريصات 1680 نسمة حسب إحصاء رسمي 2004. ويتوفر المركز على سوق أسبوعي ومؤسسة للتعليم الثانوي والإعدادي ومدرسة ابتدائية ومستوصف.
مقريصات مركز دائرة وقيادة وجماعة مقريصات بإقليم وزان هو تجمع قروي شمال المغرب. تقع مقريصات في شمال شرق مدينة وزان بحوالي 63 كلمترا. كانت تعرف سابقا بسوق ثلاثاء غزاوة وقبلها بسوق ثلاثاء بوتربول. بعد أن احتل الاستعمار الفرنسي قبيلة اغزاوة السفلى اتخذ مقريصات مركزا عسكريا ومدنيا.